# Bulgarischer Bauernvolksbund
Der Bulgarische Bauernvolksbund (bulgarisch Български земеделски народен съюз Balgarski semedelski naroden sajus, kurz BSNS, bzw. БЗНС) war eine agrarische Partei in Bulgarien. Gegründet im späten Fürstentum Bulgarien stieg die Partei im Zuge des Ersten Weltkriegs zur stärksten Partei im Zarentum Bulgarien auf. Unter Aleksandar Stambolijski regierte die BSNS von 1919 bis 1923. In den 1920er Jahren und 1930er Jahren waren BSNS-Splitterparteien an verschiedenen Regierungen beteiligt und gehörten zu den bedeutendsten politischen Formationen des Landes.
Gegründet wurde die Bauernpartei im Jahr 1899 als Verein. Kurz darauf stieg der BSNS zu einem bedeutenden Faktor der bulgarischen Politik auf. Bei der Parlamentswahl in Bulgarien 1901 zog der BSNS erstmals in die Nationalversammlung ein. Von 1900 bis 1923 war die BSNS eine der stärksten agrarischen Parteien auf dem gesamten europäischen Kontinent und 1921 gehörte der Bauernvolksbund zu den Gründungsmitgliedern des von Stambolijski erdachten Internationalen Agrarbüros (BIA), der agrarischen Internationale, mit Sitz in Prag.
Während der Amtszeit von Stambolijski setzte die BSNS im Inland auf die türkische Minderheit: 80 % der türkischsprachigen Bevölkerung Bulgariens waren Bauern und gehörten damit zum klassischen BSNS-Klientel.
Der französische Gesandte François Georges-Picot unterstützte den Juniputsch gegen die Regierung von Aleksandar Stambolijski, da er diesen als „Proto-Bolschewisten“ sah. Führende Agrarier wie Raiko Daskalow gingen nach dem Putsch ins Exil.
Im Verlauf der 1920er Jahre spaltete sich die Partei in mehrere Nachfolgeparteien. Ein linkerer Teil wurde fortan Pladne-Agrarier genannt, da deren Zeitung ab 1928 Pladne (Пладне – Mittag) hieß. Eine rechtsagrarische Nachfolgepartei wurde BSNS-Wrabcha genannt – benannt nach der Adresse der Parteizentrale. Der BSNS-Wrabcha schloss sich zur Parlamentswahl in Bulgarien 1931 mit der Demokratischen Partei zusammen, bildete den so genannten Volksblock und wählte dann die Regierung von Aleksandar Malinow.
Die Pladne-Agrarier setzten sich dafür ein, dass nach dem Putsch 1923 ins Exil gegangene Agrarier wieder zurückkehren durften. 1931 gab es eine Amnestie für diese Agrarier. Nachdem sie aus dem Exil zurückgekehrt waren, wurden die ideologischen Gräben zwischen den Pladne-Agrariern und den Wrabcha-Agrariern noch größer. Ein Teil der vormaligen Exilanten, Georgi M. Dimitrow und Nikola Petkow etablierten 1932 die Partei BSNS–Aleksandar Stambolijski.
Nach dem durch die Gruppe Sweno im Jahr 1934 durchgeführten Putsch versuchte die BSNS-Wrabcha-Parteispitze ein Bündnis aller bürgerlichen Parteien gegen die Putschregierung zu formieren. 1935 etablierten fünf bürgerliche Parteien, die Bulgarische Arbeiterpartei und die Pladne-Agrarier ein gemeinsames Bündnis, welches das Ziel verfolgte, zur Verfassung von Tarnowo zurückzukehren.
Kurz vor dem Beginn des Zweiten Weltkriegs auf dem Balkan im Jahr 1941 floh der Parteichef eines Teils der Agrarier, Dimitrow, durch die Hilfe der britischen Special Operations Executive nach Ägypten. Er sandte fortan von Kairo Radiosendungen nach Bulgarien – die Briten erkannten jedoch keinerlei bulgarische Exilregierung an. Versuche, Kontakte mit Pladne-Agrariern im Land zu etablieren, scheiterten oft an Zufällen.
Im Untergrund gründeten 1942 die Pladne-Agrarier gemeinsam mit der Kommunistischen Partei, der sozialdemokratischen Partei und Sweno die Vaterländische Front.
Im Zuge der Entstehung der Volksrepublik Bulgarien blieb ein pro-kommunistischer Teil der Agrarier 1945 als Blockpartei Mitglied der Vaterländischen Front, die zu einer Art Nationalen Front wurde. In der folgenden Zeit des Realsozialismus wurden Mitglieder des oppositionellen Teils der Partei verfolgt und inhaftiert.

## Rezeption
Nach 1990 berufen sich mehrere Parteien, darunter die Balgarski Semedelski Naroden Sajus – Naroden Sajus, auf das Erbe des Bulgarischen Bauernvolksbunds.